# Cnemaspis niyomwanae
Espèce
Cnemaspis niyomwanae est une espèce de geckos de la famille des Gekkonidae.

## Répartition
Cette espèce est endémique du Sud de la Thaïlande. Elle se rencontre dans les provinces de Trang et de Satun.

## Description
Cnemaspis niyomwanae mesure, queue non comprise, jusqu'à 45,9 mm pour les mâles et jusqu'à 56,8 mm pour les femelles.

## Étymologie
Cette espèce est nommée en l'honneur de Piyawan Niyomwan.

## Publication originale
- Grismer, Sumontha, Cota, Grismer, Wood, Pauwels & Kunya, 2010 : A revision and redescription of the rock gecko Cnemaspis siamensis (Taylor 1925) (Squamata: Gekkonidae) from Peninsular Thailand with descriptions of seven new species. Zootaxa, n. 2576, p. 1–55.